# Toma Bašić
Pour les articles homonymes, voir Basic.
Toma Bašić, né le 25 novembre 1996 à Zagreb en Croatie, est un footballeur international croate qui évolue au poste de milieu central à la SS Lazio.

## Biographie

### Carrière en club

#### HNK Hajduk Split (2014-2018)
Toma Bašić effectue sa formation avec les jeunes de Dubreva puis du NK Zagreb, avant de rejoindre le HNK Hajduk Split lors de l'été 2014. Il reste néanmoins dans la ville de Zagreb, où il est prêté au NK Rudeš pour une saison. Lors de la saison 2015/16, le joueur oscille entre l'équipe première et l'équipe réserve. Il dispute son premier match avec l'équipe première le 10 août 2015, son équipe l'emportant 2-1 contre le NK Lokomotiva Zagreb. 
C'est lors de la saison suivante qu'il s'impose véritablement au sein de l'équipe première, avec cinq buts inscrits en championnat. Il dispute avec le club d'Hajduk Split un total de 59 matchs en première division croate, marquant neuf buts. Il participe également avec cette équipe aux tours préliminaires de la Ligue Europa.

#### Girondins de Bordeaux (2018-2021)
Le 8 août 2018, il s'engage en faveur des Girondins de Bordeaux, pour un contrat de quatre ans et une indemnité de transfert de 3,5 millions d'euros.
Un premier coup dur arrive très vite dans sa carrière, puisqu'à la suite d'une erreur administrative du club, il n'est pas inscrit sur la liste des joueurs pour participer à la Ligue Europa 2018-2019.
Espoir croate des girondins, Bašić trouve une réelle place de titulaire après l'hiver 2019-2020. Il prend la place d'Aurélien Tchouaméni parti à l'AS Monaco et se retrouve donc souvent titulaire aux côtés d'Otávio. Il inscrit son premier but de la saison en Ligue 1 le 8 février 2020 face au FC Metz lors d'une victoire 1-2 des Girondins.

#### Lazio Rome (depuis 2021)
Le 25 août 2021, le milieu de terrain croate signe avec la Lazio Rome. L'indemnité de transfert versé à Bordeaux par le club romain et de huit millions d'euros.

### En équipe nationale
Toma Bašić reçoit huit sélections avec l'équipe de Croatie des moins de 19 ans.
Il participe ensuite avec les espoirs croates aux éliminatoires de l'Euro espoirs 2019.

## Statistiques
| Saison                | Club                  | Championnat           | Championnat | Championnat | Coupe nationale | Coupe nationale | Coupe de la Ligue | Coupe de la Ligue | Supercoupe | Supercoupe | Compétition(s) continentale(s) | Compétition(s) continentale(s) | Compétition(s) continentale(s) | Total | Total |
| Saison                | Club                  | Division              | M.          | B.          | M.              | B.              | M.                | B.                | M.         | B.         | Comp.                          | M.                             | B.                             | M.    | B.    |
| 2014-2015             | NK Rudeš (prêt)       | 2. Liga Kroatien      | 25          | 2           | -               | -               | -                 | -                 | -          | -          | -                              | -                              | -                              | 25    | 2     |
| Sous-total            | Sous-total            | Sous-total            | 25          | 2           | -               | -               | -                 | -                 | -          | -          | -                              | -                              | -                              | 25    | 2     |
| 2015-2016             | HNK Hajduk Split      | 1. HNL                | 4           | 1           | 1               | 0               | -                 | -                 | -          | -          | C3                             | -                              | -                              | 5     | 1     |
| 2016-2017             | HNK Hajduk Split      | 1. HNL                | 28          | 5           | 3               | 1               | -                 | -                 | -          | -          | C3                             | 5                              | 0                              | 36    | 6     |
| 2017-2018             | HNK Hajduk Split      | 1. HNL                | 27          | 3           | 3               | 1               | -                 | -                 | -          | -          | C3                             | 1                              | 0                              | 31    | 4     |
| 2018-2019             | HNK Hajduk Split      | 1. HNL                | 1           | 0           | -               | -               | -                 | -                 | -          | -          | C3                             | 2                              | 0                              | 3     | 0     |
| Sous-total            | Sous-total            | Sous-total            | 60          | 9           | 7               | 2               | -                 | -                 | -          | -          | -                              | 8                              | 0                              | 75    | 11    |
| 2018-2019             | Girondins de Bordeaux | Ligue 1               | 23          | 2           | 1               | 0               | 3                 | 1                 | -          | -          | C3                             | -                              | -                              | 27    | 3     |
| 2019-2020             | Girondins de Bordeaux | Ligue 1               | 15          | 1           | 2               | 1               | 1                 | 0                 | -          | -          | -                              | -                              | -                              | 18    | 2     |
| 2020-2021             | Girondins de Bordeaux | Ligue 1               | 20          | 4           | -               | -               | -                 | -                 | -          | -          | -                              | -                              | -                              | 20    | 4     |
| Sous-total            | Sous-total            | Sous-total            | 58          | 7           | 3               | 1               | 4                 | 1                 | -          | -          | -                              | -                              | -                              | 65    | 9     |
| 2021-2022             | Lazio Rome            | Serie A               | 29          | 0           | 1               | 0               | -                 | -                 | -          | -          | C3                             | 7                              | 1                              | 37    | 1     |
| 2022-2023             | Lazio Rome            | Serie A               | 25          | 1           | 1               | 0               | -                 | -                 | -          | -          | C3+C4                          | 4+2                            | 0+0                            | 32    | 1     |
| 2023-2024             | Lazio Rome            | Serie A               | -           | -           | 1               | 0               | -                 | -                 | -          | -          | C1                             | -                              | -                              | 1     | 0     |
| Sous-total            | Sous-total            | Sous-total            | 54          | 1           | 3               | 0               | 0                 | 0                 | 0          | 0          | -                              | 13                             | 1                              | 70    | 2     |
| 2023-2024             | US Salernitana (prêt) | Serie A               | 5           | 0           | -               | -               | -                 | -                 | -          | -          | -                              | -                              | -                              | 5     | 0     |
| Total sur la carrière | Total sur la carrière | Total sur la carrière | 202         | 19          | 13              | 3               | 4                 | 1                 | -          | -          | -                              | 21                             | 1                              | 240   | 24    |

## Palmarès
- Finaliste de la Coupe de Croatie en 2018 avec l'Hajduk Split